# Studentcorps
Studentcorps är det äldsta slaget av tysk studentförening, s.k. Studentenverbindung.  
Corpserna började grundas av studenter vid de tyska universiteten i slutet av 1700-talet och kallades ursprungligen Landsmannschaft, men har inget med dagens, betydligt senare grundade Verbindungar med samma namn att göra. Inspiration hämtades från de nationes som utlandsstudenter var tvungna att tillhöra när de studerade vid universiteten i Bologna och Paris, men även från en tysk studentorden.
Studentcorpserna bekänner sig till toleransprincipen, vilket innebär att man är mot extremism, för demokrati, och framförallt att medlemmar kan ha vilken etnisk, politisk, religiös etc. bakgrund som helst, därvid skiljer de sig från många andra Verbindungstyper, som bara upptar etniska tyskar, medlemmar i visst trossamfund etc.
Alla corpser är färgbärande d.v.s. de har studentband och studentmössor i corpsens färger. Medlemskapet är livslångt, men det huvudsakliga corpslivet levs av aktiva studenter. Finansiering sker av de äldre medlemmarna. Corpserna är organiserade i två olika paraplyorganisationer Kösener och Weinheimer. Medlemmar i en corps måste fäkta mensur; med undantag för några enstaka corpser som lämnat paraplyorganisationerna.
I Sverige finns en förening för medlemmar i tyska och österrikiska Corpser: Verein Corpsstudenten in Schweden (V.C.i.S.). Föreningen grundades 1995 av Peter Priebe och Edward Blom, och det första officiella mötet hölls den 27 april 1996. Vid mötet närvarade bland andra den dåvarande tyska ambassadören Harald Hofmann.
Föreningen har två mål: att främja samvaron mellan corpsstudenter i Sverige samt att informera svenska studenter som är intresserade av tyska corpser. 
I äldre svenskt språkbruk användes studentcorps även synonymt med vad som i dag kallas studentkår.